# Hans Svahn
Hans Lennart Svahn (folkbokförd Svan), född den 23 maj 1928 i Orsa församling, Kopparbergs län, död den 6 februari 2024 i Stockholm, var en svensk jurist.
Svahn avlade juris kandidatexamen vid Stockholms högskola 1954 och genomförde tingstjänstgöring 1954–1957. Han blev fiskal i Svea hovrätt 1958, assessor där 1965 och hovrättsråd 1973. Svahn var sakkunnig i Justitiedepartementet 1970–1972, expeditionschef och rättschef i Industridepartementet 1972–1977, rättschef där 1977–1978, hovrättslagman i Svea hovrätt 1978–1983 och Bostadsdomstolens ordförande 1983–1993. Han var ordförande i Statens prisregleringsnämnd för elektrisk ström 1977–1996, i Statens krigsskyddsnämnd för kraftanläggningar 1977–1997, vice styrelseordförande i Statens anläggningsprovning 1975–1985, ordförande där 1985–1993, vice styrelseordförande i Semko 1977–1991, ersättare för vice ordföranden i Arbetsdomstolen 1978–1983 och ledamot av Elförsörjningsnämnden 1984–1996. Svahn publicerade Styrelserepresentation för anställda (tillsammans med Per Nyqvist, 1976). Han vilar på Norra begravningsplatsen utanför Stockholm.